# Hichem Sofiane Salaouatchi
 (septembre 2022).
 (septembre 2022).
La mise en forme du texte ne suit pas les recommandations de Wikipédia : il faut le « wikifier ».
Les points d'amélioration suivants sont les cas les plus fréquents. Le détail des points à revoir est peut-être précisé sur la page de discussion.
- Les titres sont pré-formatés par le logiciel. Ils ne sont ni en capitales, ni en gras.
- Le texte ne doit pas être écrit en capitales (les noms de famille non plus), ni en gras, ni en italique, ni en « petit »…
- Le gras n'est utilisé que pour surligner le titre de l'article dans l'introduction, une seule fois.
- L'italique est rarement utilisé : mots en langue étrangère, titres d'œuvres, noms de bateaux, etc.
- Les citations ne sont pas en italique mais en corps de texte normal. Elles sont entourées par des guillemets français : « et ».
- Les listes à puces sont à éviter, des paragraphes rédigés étant largement préférés. Les tableaux sont à réserver à la présentation de données structurées (résultats, etc.).
- Les appels de note de bas de page (petits chiffres en exposant, introduits par l'outil «  Source ») sont à placer entre la fin de phrase et le point final[comme ça].
- Les liens internes (vers d'autres articles de Wikipédia) sont à choisir avec parcimonie. Créez des liens vers des articles approfondissant le sujet. Les termes génériques sans rapport avec le sujet sont à éviter, ainsi que les répétitions de liens vers un même terme.
- Les liens externes sont à placer uniquement dans une section « Liens externes », à la fin de l'article. Ces liens sont à choisir avec parcimonie suivant les règles définies. Si un lien sert de source à l'article, son insertion dans le texte est à faire par les notes de bas de page.
- La présentation des références doit suivre les conventions bibliographiques. Il est recommandé d'utiliser les modèles {{Ouvrage}}, {{Chapitre}}, {{Article}}, {{Lien web}} et/ou {{Bibliographie}}. Le mode d'édition visuel peut mettre en forme automatiquement les références.
- Insérer une infobox (cadre d'informations à droite) n'est pas obligatoire pour parachever la mise en page.

Pour une aide détaillée, merci de consulter Aide:Wikification.
Si vous pensez que ces points ont été résolus, vous pouvez retirer ce bandeau et améliorer la mise en forme d'un autre article.
Hichem Sofiane Salaouatchi (en arabe : صلواتشي هشام سفيان), né le 26 août 1983 à Alger (Algérie) est un homme politique algérien. Il a occupé le poste de ministre de la Pêche et des productions halieutiques de juillet 2021 à mars 2023.

## Biographie

### Études
- Doctorat en sciences de gestion, option Management à l'Université d’Alger 3
- Magistère en Sciences de gestion, option Management à l'Université de Blida
- Licence en sciences de gestion, option Comptabilité à l'Université d’Alger

### Carrière
- Directeur du développement technologique et de l’innovation à la Direction générale de la Recherche scientifique et du Développement technologique (DGRSDT), ministère de l’Enseignement supérieur et de la Recherche scientifique, Depuis le mois de juillet 2019 à ce jour (Décret exécutif du 8 rabie Ethani 1442 correspondant au 24 novembre 2020 – Journal officiel N° 77 du 20 décembre 2020).
- Membre (représentant du ministre de l’Enseignement supérieur et de la Recherche scientifique) du comité national de labellisation des startups, projet innovants et des incubateurs,  Journal officiel 70 N° du 25 novembre 2020 ; Ministère délégué auprès du premier ministre, chargé de l'économie et des startups
- Directeur adjoint de la formation doctorale, de la recherche scientifique, du développement technologique et de la promotion de l’entrepreneuriat, à l’École des Hautes Études Commerciales, Ministère de l’Enseignement Supérieur et de la Recherche Scientifique,  Du 21 février 2016 au 21 avril 2019.
- Sous-directeur du développement technologique et du partenariat à la Direction Générale de la Recherche Scientifique et du Développement Technologique, Ministère de l’Enseignement Supérieur et de la Recherche Scientifique, Du 22 avril 2019 au mois de juin 2019
- Président du conseil d’administration du centre de recherche en économie appliquée pour le développement (CREAD), de 2019 à 2021.
- Président du conseil d’administration du centre de recherche scientifique en langue et culture Amazighe, de 2019 à 2021.
- Président du Comité scientifique du département de Management, à l’École des Hautes Études Commerciales, Ministère de l’Enseignement supérieur et de la Recherche scientifique,  de 2013 à 2016[2].
- Enseignant-chercheur permanent depuis 2009 à ce jour à l'École des Hautes Études Commerciales (Ex : Institut National du Commerce) –MESRS-[3].

### Parcours politique
- Ministre de la Pêche et des Productions halieutiques de juillet 2021[4] au 16 mars 2023[5]
- Élu membre de l’Assemblée nationale populaire (APN) lors des élections législatives du 12 juin 2021 – Wilaya de Chlef – Parti : FLN
- Était membre de la jeunesse FLN (J-FLN)

### Parcours sportif
Ancien champion de Karaté avec le Mouloudia d’Alger catégorie (Minimes/Cadets).